# Marshall G. S. Hodgson
Marshall G. S. Hodgson (* 11. April 1922; † 10. Juni 1968) war ein US-amerikanischer Historiker und Islamwissenschaftler, der mit Forschungen über die Assassinen begonnen hatte. Sein The Venture of Islam ist ein dreibändiges Werk über die Geschichte des Islam und ihrer Interaktion mit den benachbarten Gesellschaften. Für dieses Werk wurde ihm 1975 postum der Ralph-Waldo-Emerson-Preis der Phi Beta Kappa Society zuerkannt. Hodgson lehrte an der University of Chicago.

## Werke
- The Order of Assassins : the Struggle of the Early Nizari Ismailis against the Islamic World. 's-Gravenhage : Mouton, 1955
- The Venture of Islam: Conscience and History in a World Civilization. Chicago, Illinois, U.S.A. University of Chicago Press 1975–1977
  - The Venture of Islam, Volume 1: The Classical Age of Islam (bei Internet Archive)
  - The Venture of Islam, Volume 2: The Expansion of Islam in the Middle Periods (bei Internet Archive)
  - The Venture of Islam, Volume 3: The Gunpowder Empires and Modern Times
- (Marshall G. S. Hodgson; Editor-III, Edmund Burke; Series Editor-Michael Adas; Series Editor-Edmund Burke III; Series Editor-Philip D. Curtin) Rethinking World History: Essays on Europe, Islam and World History (Studies in Comparative World History). Cambridge University Press; ISBN 0521438446